# Мисс США 2016
Мисс США 2016 (англ. Miss USA 2016) — 65-й конкурс красоты Мисс США. Проводился в T-Mobile Arena, Лас-Вегас, Невада 5 июня 2016 года. Терренс Дженкинс и Джулианна Хаф стали ведущими в первый раз, Эшли Грэм стала закулисной ведущей. Все пятьдесят штатов и Округ Колумбия приняли участие в конкурсе. Оливия Джордан, победительница 2015 года, передала корону следующей победительнице — Дешоне Барбер. Дешона представляла США на международном конкурсе красоты Мисс Вселенная 2016, где она вошла в Топ 9.
Впервые конкурс «Мисс США» проводился на правах собственности компаний — William Morris Endeavor/IMG, которые приобрели «Miss Universe Organization» у Дональда Трампа 14 сентября 2015 года. Через три дня, после того, как NBCUniversal продала свою долю в 50 %, на то, чтобы Трамп отказался от иска о нарушении контракта, который он подал против медиакомпании ранее, за расторжение контракта телеканалом NBC на трансляцию конкурсов «Мисс Вселенная» и «Мисс США». Впервые конкурс показывался на телеканале Fox, после подписания соглашения в октября 2015 года
Впервые 52-я участница была выбрана посредством социальных медиа.

## Закулисье

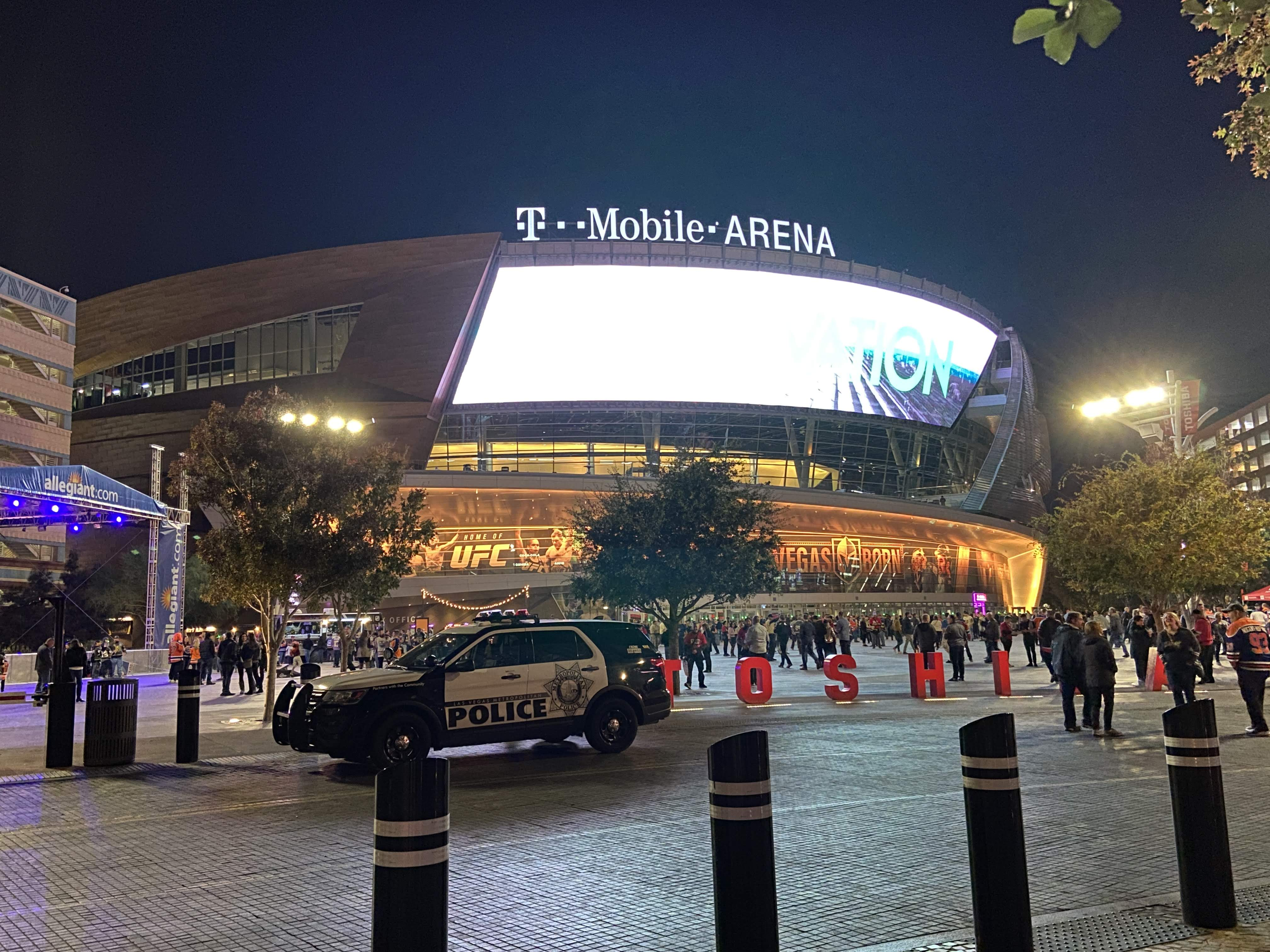
T-Mobile Arena в Лас-Вегас, место проведения конкурса «Мисс США 2016».

### Локация
5 апреля «Miss Universe Organization» анонсировали, что конкурс должен пройти в T-Mobile Arena, Лас-Вегас, который примет конкурс в седьмой раз за девять лет.

### Ведущие и исполнители
25 мая было анонсировано, что ведущими вечера станут Терренс Дженкинс, Эшли Грэм будет работать за кулисами. Неделю спустя, Джулианна Хаф была анонсирована второй ведущей в паре с Терренс Дженкинс. Джулианна Хаф танцор и судья на Танцы со звёздами.
Тогда же, 25 мая, Backstreet Boys и Nashville Star выпускник Крис Янг были анонсированы, как музыкальными гостями.

### Отбор участников
Участница из 50 штатов и Округ Колумбия выбирались с июля 2015 по январь 2016 года. Первым штатом, где был проведён местный отборочный конкурс стала Флорида, 11 июля 2015 года (за день до проведения национального конкурса Мисс США 2015), последним штатом стал Кентукки, проводился 31 января 2016 года. Пятнадцать представительниц были победительницами штатов Юная мисс США (самое большое число участниц, с 2014), две из них были победительницами штатов Мисс Америка и три победительницами штатов Выдающийся подросток Мисс Америки.
Две обладательницы титулов были заменены другими участницами конкурса из-за невозможности первых принять участие. Сторми Кеффелер, обладательница титула «Мисс Вашингтон 2016», снялась с участия в январе 2016 года, после того, как она признала вину в вождении в алкогольном опьянении в апреле 2015 года. Она была заменена Келси Шмидт, которая стала Первой вице-мисс «Мисс Вашингтон 2016». Элли Данн, обладательница титула «Мисс Северная Каролина 2016», снялась с участия за две недели до участия в «Мисс США 2016» из-за болезни и пропустила начало конкурсной активной. Её заменила Девин Гант, Первая вице-мисс «Мисс Северная Каролина 2016» и отправилась в последнюю минуту в Лас-Вегас, в период актиного представления
совершил в последнюю минуту поездку в Лас-Вегас, так как конкурсная активность уже началась.

## Результаты
| Финальный результат | Участницы |
| ------------------- | --- |
| Мисс США 2016       | - Вашингтон (округ Колумбия) — Дешона Барбер |
| 1-я Вице-Мисс       | - Гавайи — Челси Хардин |
| 2-я Вице-Мисс       | - Джорджия — Эмании Дэвис |
| Топ 5               | - Алабама — Пейтон Браун - Калифорния — Надя Мейха§                                                                                                |
| Топ 10              | - Арканзас — Эбби Флойд - Виргиния — Дези Уильямс - Коннектикут — Тиффани Тейшейра - Миссури — Сидни Стоттлмайер - Южная Дакота — Мэдисон МакКоуэн |
| Топ 15              | - Аризона — Челси Майерс - Западная Виргиния — Николь Грин - Огайо — Меган Уайз - Оклахома — Тейлор Гортон - Южная Каролина — Леа Лоусон           |

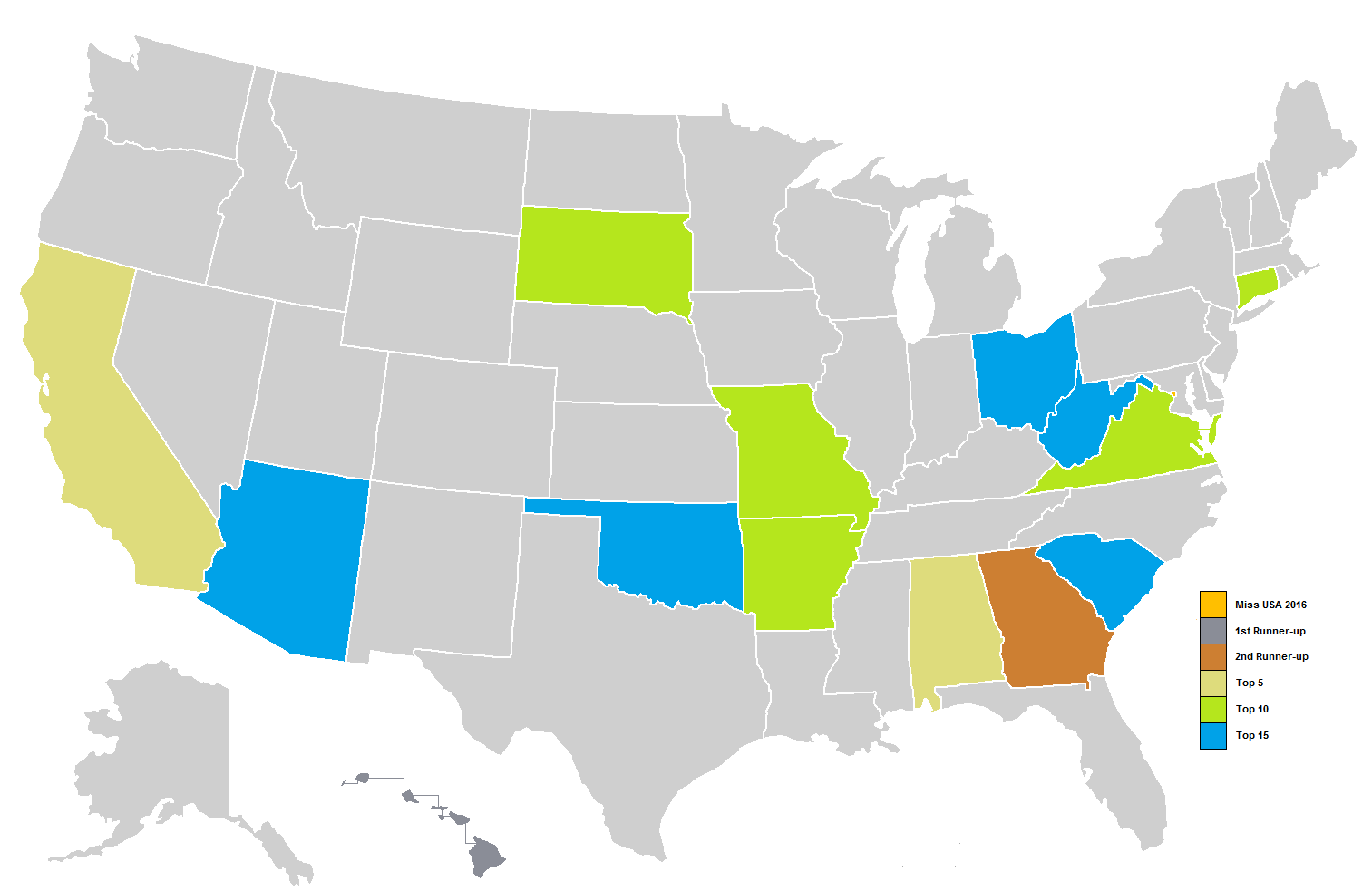
Результаты конкурса красоты.

§ Америка проголосовала в Топ 15 как «People’s Choice».

### Награды
| Награда              | Участница                  |
| Мисс Конгениальность | - Алабама — Пейтон Браун   |
| Мисс Фотогеничность  | - Висконсин — Кейт Редекер |

### Порядок объявлений
| 1. Южная Каролина 2. Огайо 3. Джорджия 4. Аризона 5. Алабама 6. Западная Виргиния 7. Вашингтон (округ Колумбия) 8. Калифорния 9. Миссури 10. Коннектикут 11. Гавайи 12. Южная Дакота 13. Арканзас 14. Виргиния 15. Оклахома | 1. Виргиния 2. Алабама 3. Калифорния 4. Джорджия 5. Коннектикут 6. Вашингтон (округ Колумбия) 7. Миссури 8. Арканзас 9. Южная Дакота 10. Гавайи | 1. Джорджия 2. Гавайи 3. Вашингтон (округ Колумбия) 4. Алабама 5. Калифорния | 1. Джорджия 2. Гавайи 3. Вашингтон (округ Колумбия) |  |

## История

### Мисс 52 США
52-я конкурсантка приняла участие в конкурсе через голосование в социальных сетях. «Miss Universe Organization» вместе с модным агентством «Sherri Hill» решили провести онлайн-конкурс, в котором приняли участие предполагаемые конкурсантки со всей страны. Наконец, 10 пред-конкурсанток были отобраны составом жюри и были объявлены 10 мая 2016 года. Победитель среди этих 10 конкурсанток соревновались в номинации «Мисс 52 США» на конкурсе «Мисс США 2016» 5 июня 2016 года. Победителем, который был объявлен 18 мая 2016 года, стала Александра Миллер из Оклахома-Сити, штат Оклахома.
| Число | Название          | Возраст | Родной город     | Государственный   |
| ----- | ----------------- | ------- | ---------------- | ----------------- |
| 1     | Кэтрин Уильямс    | 24      | Сан-Антонио      | Техас             |
| 2     | Ивонь Вега        | 25      | Нью-Браунфелс    | Техас             |
| 3     | Джессика Бин      | 24      | Каспер           | Вайоминг          |
| 4     | Александра Миллер | 26      | Оклахома-Сити    | Оклахома          |
| 5     | Ивана Томас       | 22      | Дарем            | Северная Каролина |
| 6     | Аманда Белл       | 24      | Нашвилл          | Теннесси          |
| 7     | Кейтлин Смит      | 26      | Джексонвилль Бич | Флорида           |
| 8     | Молли Вирхайл     | 23      | Сан-Франциско    | Калифорния        |
| 9     | Ники Кафашзадех   | 24      | Роквилл          | Мэриленд          |
| 10    | Бриджет Гарб      | 21      | Оук Парк         | Калифорния        |

Список судей:
- Алессандра Гарсия — американская модель больших размеров.
- Эшли Вагнер — американская фигуристка.
- Эндрю Серрано — американский руководитель IMG Fashion по глобальным связям с общественностью.
- Лорен Хиральдо — американская звезда социальных сетей.
- Пиа Вуртцбах — победительница Мисс Вселенная 2015.
- Шерри Хилл — американский модельер и бизнесвумен.

## Конкурс

### Предварительный раунд
Перед финалом конкурса, конкурсантки приняли участие в предварительном конкурсе, которое включало в себя частное интервью с судьями, презентационное шоу, где они выходили в купальных костюмах и вечерних платьях. Проводилась 1 июня 2016 года и транслировалось сайте «Miss Universe» и мобильном приложении. Ведущими выступили Ник Теплитц и Оливия Джордан.

#### Судьи
- Фред Нельсон[17] — Президент/Исполнительный продюсер People’s Choice Awards
- Джимми Нгуен — Юрист в сфере индустрии развлечений и цифровых медиа, адвокат в разных направлениях, блогер и советник по технологиям
- Джои Букадакис[17] — писатель, режиссёр, продюсер и исполнительный СМИ
- Келти Найт[англ.][17] — корреспондент и ведущий на выходных на телеканале CBS — The Insider[англ.]
- Кристин Конте[17] — Исполнительный директор по маркетингу и коммуникациям и создатель мероприятий
- Ник Фелпс[17] — Директор глобального альянса в Droga5[англ.]
- Ребекка Бинсток[17] — Начальник бюро западного побережья журнала Us Weekly[англ.]

### Финалы
Во время финального конкурса, Топ 15 конкурсанток приняли участие в выходе купальной одежды, Топ 10 выходили в вечерних платьях. Топ 5 отвечали на вопросы. В отличие от прошлых конкурсов, третья и четвёртая вице-мисс не награждались. Топ 3 участвовали в вопросах и выходе на подиум и победитель был определён составом жюри.

#### Судьи
- Эли Ландри[18] — победительница Мисс США 1996
- Кристл Стюарт[18] — победительница Мисс США 2008
- Джо Зи[англ.][18] — редактор «Chief and Executive Creative Officer» в «Yahoo Fashion»
- Лаура Браун[англ.][18][19] — Особенные/Специальные проекты и исполнительный директор журнала «Harper's Bazaar»
- Найджел Баркер[англ.][18] — фотограф и ведущий британской[англ.] и американской[англ.] программ «The Face[англ.]»

## Участницы
В конкурсе принимали 52 участницы:
| Штат                       | Имя                  | Возраст | Рост | Родной регион/город | Место | Примечание |
| -------------------------- | -------------------- | ------- | ---- | ------------------- | --- | --- |
| Айдахо                     | Сидни Халпер         | 21      | 175  | Москоу              | | |
| Айова                      | Алисса Моррисон      | 24      | 175  | Давенпорт           | | |
| Алабама                    | Пейтон Браун         | 22      | 175  | Юфола               | Топ 5, Конгениальность | В прошлом «Юная мисс Алабама 2012» |
| Аляска                     | Ариан Одетт          | 21      | 173  | Анкоридж            | | |
| Аризона                    | Челси Майерс         | 20      | 175  | Темпе               | Топ 15 | |
| Арканзас                   | Эбби Флойд           | 20      | 175  | Серси               | Топ 10 | В прошлом «Юная мисс Арканзас 2013» |
| Вайоминг                   | Отем Олсон           | 22      | 173  | Саратога            | | В прошлом «Юная мисс Вайоминг 2013» |
| Вашингтон                  | Келси Шмидт          | 26      | 160  | Белвью              | Первоначально заняла второе место, но получила титул после того, как победительница Сторми Кефелер сняла с себя титул из-за вождения в алкогольном опьянении. | |
| Вермонт                    | Нили Форчун          | 24      | 170  | Берлингтон          | | |
| Виргиния                   | Дези Уильямс         | 26      | 173  | Ньюпорт-Ньюс        | Топ 10 | В прошлом «Мисс Виргиния 2013» Позже участница реалити-шоу «Последний герой: Герои vs. Целители vs. Хулиганы»                                           |
| Висконсин                  | Кейт Редекер         | 19      | 178  | Шебойган            | Фотогеничность | В прошлом «Юная мисс Висконсин 2013» |
| Гавайи                     | Челси Хардин         | 24      | 180  | Гонолулу            | 1-я Вице-Мисс | |
| Делавэр                    | Александра Воронцова | 21      | 170  | Ньюарк              | | |
| Джорджия                   | Эмании Дэвис         | 22      | 175  | Гриффин             | 2-я Вице-Мисс | Позже стала 3-й Вице-мисс «Мисс мира Америка 2017» Позже «Мисс земля США 2019»                                                                          |
| Западная Виргиния          | Николь Грин          | 24      | 170  | Чарлстон            | Топ 15 | |
| Иллинойс                   | Зина Малак           | 24      | 173  | Кароль Стрим        | | |
| Индиана                    | Морган Абель         | 26      | 170  | Норт-Вернон         | | В прошлом «Юная мисс Индиана 2008» |
| Калифорния                 | Надя Мейха           | 20      | 180  | Дайамонд-Бар        | Топ 5 | Дочь Эквадоро-Aмериканского музыканта Херардо Мейха и Кэти Эйхер, обладательницы титула «Мисс Западная Виргиния 1989»                                   |
| Канзас                     | Виктория Уиггинс     | 26      | 175  | Джанкшен-Сити       | | |
| Кентукки                   | Кайл Хорнбэк         | 20      | 173  | Луисвилл            | | |
| Колорадо                   | Кейли-Рэй Павиллард  | 22      | 173  | Касл-Пайнс          | | В прошлом «Выдающийся подросток мисс Колорадо 2008» В прошлом «Юная мисс Колорадо 2011»                                                                 |
| Коннектикут                | Тиффани Тейшейра     | 25      | 170  | Бриджпорт           | Топ 10 | В прошлом «Юная мисс Коннектикут 2009» |
| Луизиана                   | Маалия Папиллион     | 21      | 175  | Лейк-Чарльз         | | |
| Массачусетс                | Уитни Шарп           | 21      | 165  | Берлингтон          | | |
| Миннесота                  | Бриджет Джейкобс     | 20      | 180  | Мейпл-Гров          | | |
| Миссисипи                  | Хейли Сауэрс         | 22      | 165  | Меридиан            | | В прошлом «Юная мисс Миссисипи 2010» Бывшая участница Tennessee Titans Cheerleaders                                                                     |
| Миссури                    | Сидни Стоттлмайер    | 22      | 173  | Честерфилд          | Топ 10 | В прошлом «Юная мисс Миссури 2011» В прошлом «Miss Missouri’s Outstanding Teen 2011»                                                                    |
| Мичиган                    | Сьюзи Леика          | 26      | 178  | Ливония             | | |
| Монтана                    | Шибан Докси          | 22      | 175  | Френчтаун           | | В прошлом «Юная мисс Монтана 2011» |
| Мэн                        | Мариса Батлер        | 22      | 173  | Стандиш             | Позже «Мисс мира Америка 2018», Позже «Мисс Мира США 2021» | |
| Мэриленд                   | Кристина Денни       | 25      | 173  | Балтимор            | | В прошлом «Мисс Мэриленд 2013» |
| Небраска                   | Сара Холлинс         | 25      | 173  | Омаха               | | В прошлом «Юная мисс Небраска 2009» |
| Невада                     | Эмелина Адамс        | 24      | 173  | Хендерсон           | | |
| Нью-Гэмпшир                | Джессика Стром       | 25      | 168  | Манчестер           | | Профессиональный чирлидер New England Patriots Cheerleaders                                                                                             |
| Нью-Джерси                 | Джессилин Палумбо    | 24      | 175  | Уэйн                | | |
| Нью-Йорк                   | Серена Бучай         | 22      | 175  | Сафферн             | | |
| Нью-Мексико                | Наоми Жермейн        | 22      | 173  | Альбукерке          | | |
| Огайо                      | Меган Уайз           | 26      | 178  | Галлиполис          | Топ 15 | |
| Оклахома                   | Тейлор Гортон        | 24      | 170  | Гленпул             | Топ 15 | В прошлом «Юная мисс Оклахома 2008» |
| Вашингтон (округ Колумбия) | Дешона Барбер        | 26      | 178  | Вашингтон           | Мисс США 2016 | |
| Орегон                     | Натриана Шортер      | 25      | 175  | Юджин               | | |
| Пенсильвания               | Елена ЛаКуатра       | 24      | 173  | Питтсбург           | | В прошлом «Юная мисс Пенсильвания 2010» В прошлом «Miss Pennsylvania’s Outstanding Teen 2007»                                                           |
| Род-Айленд                 | Тереса Агония        | 24      | 170  | Камберленд          | | |
| Северная Дакота            | Халли Мас            | 22      | 173  | Гранд-Форкс         | | |
| Северная Каролина          | Девин Гант           | 23      | 168  | Шарлотт             | | Первоначально заняла второе место, но получила титул после того, как победительница Элли Данн сняла с себя титул до начала конкурса по причине болезни. |
| Теннесси                   | Хоуп Стефенс         | 20      | 178  | Ливингстон          | | |
| Техас                      | Даниэлла Родригес    | 19      | 175  | Ларедо              | | В прошлом «Юная мисс Техас 2013» |
| Флорида                    | Бри Гэбриэлль        | 25      | 175  | Уэст-Палм-Бич       | | |
| Южная Дакота               | Мэдисон МакКоуэн     | 21      | 173  | Су-Фолс             | Топ 10 | В прошлом «Юная мисс Южная Дакота 2014» |
| Южная Каролина             | Леа Лоусон           | 22      | 168  | Андерсон            | Топ 15 | Прослушивалась на 14 сезон реалити-шоу «American Idol», но во время «Hollywood Week» была исключена                                                     |
| Юта                        | Тил Мёрдок           | 26      | 165  | Солт-Лейк-Сити      | | |
| Мисс 52 США                | Александра Миллер    | 26      | 173  | Оклахома-Сити       | | В прошлом «Мисс Оклахома 2015» после Оливия Джордан коронованной титулом «Мисс США 2015»                                                                |

## Международное вещание

### Television
- США: Fox
- Африка: DSTV[англ.] Mzansi Magic (отложенная трансляция)
- Азиатско-Тихоокеанский регион: Star World[англ.]
- Венесуэла: Venevision